# Friedmund Neumann
Friedmund Neumann (* 20. Mai 1935 in Malschwitz; † 1. Januar 2007 in Berlin) war ein deutscher Veterinärmediziner und Endokrinologe.

## Leben
Friedmund Neumann wurde 1935 im Sudetenland geboren. Während des Krieges besuchte er zunächst die Grundschule in Kartitz, heute Choratice, nach dem Krieg im Kreis Fürstenberg/Havel. Nach dem Besuch der Oberschule in Zehdenick/Kreis Gransee, wo er sein Abitur ablegte, begann Neumann ein Studium der Veterinärmedizin an der Humboldt-Universität zu Berlin. 1956 wurde er jedoch von der Hochschule exmatrikuliert und erhielt eine Studienverbot auf Lebenszeit, weil er an einer Versammlung aus Anlass des Ungarischen Volksaufstands teilgenommen hatte.
Friedmund Naumann wechselte daher nach West-Berlin an die Freie Universität Berlin, wo er sein Studium fortsetzte und 1959 das Staatsexamen ablegte. Im gleichen Jahr heiratete Neumann seine Frau Renate.
Um seinen Lebensunterhalt während des Studiums zu finanzieren, arbeitete Neumann bei einer Möbelspedition. Durch die körperlich schwere Tätigkeit zog er sich eine aseptische Entzündung im linken Kniegelenk zu, die zu einer Abrissfraktur der Kniescheibe führte.
Neumann wurde 1961 am Institut für Veterinärpathologie promoviert und habilitierte sich 1970 mit einer Arbeit zum Thema Hormonale Steuerung der Sexualdifferenzierung an der Freien Universität Berlin.
Aufgrund seiner körperlichen Einschränkungen, die eine praktische tierärztliche Tätigkeit nicht zuließen, nahm er 1961 ein Stellenangebot der Schering AG an, wo er zunächst im Hauptlaboratorium der Abteilung für experimentelle Pathologie und Endokrinologie tätig war. 1963 wurde ihm die Leitung der Abteilung für experimentelle Endokrinologie, 1974 das Hauptdepartement Endokrinpharmakologie übertragen. Die Freie Universität Berlin ernannte Neumann im gleichen Jahr zudem zum außerplanmäßigen Professor am Fachbereich Veterinärmedizin.
1987 übertrug ihm Schering die Leitung des Hauptdepartements Tumortherapie und Andrologie.
Auf der Suche nach einem oral wirksamen Gestagen ohne androgene Partialwirkung wurde von Rudolf Wiechert bei Schering das Cyproteronacetat synthetisiert. Neumann konnte zeigen, dass Cyproteronacetat ein sehr stark wirksames Gestagen ist, welches genau diese gewünschten Eigenschaften aufwies und zudem sogar hochgradig antiandrogen wirkte.
Friedmund Neumann verstarb 2007 im Alter von 71 Jahren.

## Schriften (Auswahl)
- Friedmund Neumann: Entzündlich und nichtentzündlich bedingte Stenosen und Obliterationen der ausführenden Milchgänge und Zisterne in der Milchdrüse des Rindes. Dissertation, Veterinärmedizinische Fakultät, Freie Universität Berlin 1961
- Friedmund Neumann, Rudolf Wiechert: Bedeutung und Problematik der Steroidchemie und -biologie: ein Kapitel aus der modernen Biochemie. VDI-Verlag 1974, ISBN 3-486-39881-4
- Friedmund Neumann, Alber Radlmaier, Karin Bormacher: Hormonal treatment of advanced prostate cancer. Diesbach, Berlin 1989, ISBN 3-89303-006-9
- Friedmund Neumann: Cyproterone acetate for the treatment of androgenisation. Diesbach, Berlin 1989, ISBN 3-89303-011-5
- Friedmund Neumann, Joachim Kalmus: Hormonal treatment of sexual deviations: rationale, pharmacological principles and therapeutic possibilities. Diesbach, Berlin 1991, ISBN 3-89303-010-7

## Ehrungen
1968 erhielt Neumann den Schoeller-Junkmann-Preis der Deutschen Gesellschaft für Endokrinologie, war 1982 Tagungspräsident und von 1986 bis 1992 Sekretär der Gesellschaft.
2001 wurde Neumann mit der Jacob-Henle-Medaille der medizinischen Fakultät der Georg-August-Universität Göttingen geehrt. Auf 46. Kongresses der Deutschen Gesellschaft für Urologie in Berlin wurde ihm die Ehrenmitgliedschaft der Gesellschaft verliehen.

## Friedmund Neumann Preis
Die Schering Stiftung vergibt seit 2012 jährlich den mit 10.000 Euro dotierten nach Neumann benannten Preis für junge Nachwuchswissenschaftler, die herausragende Forschungsarbeiten auf den Gebieten der biologischen, chemischen und medizinischen Grundlagenforschung erbracht haben. Damit werden Neumanns bahnbrechende Untersuchungen zu modernen Gestagenen sowie sein Engagement zur Förderung des wissenschaftlichen Nachwuchses gewürdigt.
Preisträger des Friedmund Neumann Preises:
- 2012 Sylvia Mechsner (Klinik für Gynäkologie an der Charité Universitätsmedizin Berlin) für ihre Arbeiten auf dem Gebiet der Pathogenese der Endometriose
- 2013 Sebastian Zeissig (Klinik für Innere Medizin des Universitätsklinikums Schleswig-Holstein) für seine Beiträge zum Verständnis der molekularen und immunologischen Grundlagen entzündlicher gastrointestinaler Erkrankungen
- 2014 Maja Köhn (European Molecular Biology Laboratory, Heidelberg) für ihre Arbeiten auf dem Gebiet der Phosphataseforschung
- 2015 Nina Henriette Uhlenhaut (Helmholtz Zentrum München für Gesundheit und Umwelt) für ihre Beiträge zur Erforschung molekulargenetischer Mechanismen endokrinologischer und metabolischer Erkrankungen
- 2016 Barbara Treutlein (Max-Planck-Institut für Evolutionäre Anthropologie in Leipzig) für ihre Arbeiten zur Einzelzell-Transkriptom-Analyse
- 2017 Ivana Nikić-Spiegel (Werner Reichardt Centrum für Integrative Neurowissenschaften der Eberhard-Karls-Universität Tübingen) für ihre Arbeiten zur Neuroinflammation
- 2018 Alexander Bartelt (Institut für Epidemiologie und Prophylaxe der Kreislaufkrankheiten an der Ludwig-Maximilians-Universität München) für seine Forschungsarbeiten zum braunen Fettgewebe
- 2019 Johannes Köster (Institut für Humangenetik der Medizinischen Fakultät der Universität Duisburg-Essen) für seine Beiträge zur Reproduzierbarkeit von Datenanalysen und zur Qualitätssicherung in der biomedizinischen Forschung
- 2020 Florian Kahles (Klinik für Kardiologie am Uniklinikum Aachen) für seinen Beitrag zur Erforschung der Inkretine als Schutzhormone bei Herz-Kreislauf-Erkrankungen
- 2021 Judith Feucht (Universitätsklinikum Tübingen) für ihre Beiträge zu Entwicklung und Einsatz von T-Zelltherapien zur Verbesserung der klinischen Versorgung bei Tumorerkrankungen
- 2022 Sarah Kim-Hellmuth für ihre bahnbrechenden Arbeiten zur Erforschung des genetischen Einflusses auf die Variabilität der Genaktivität im Menschen
- 2023 Na Cai für ihre herausragenden Arbeiten im Bereich der psychiatrischen Genetik
- 2024 Carolin Schneider für ihre herausragenden Beiträge zur Prävention und Therapie von gastrointestinalen und metabolischen Erkrankungen